# سفر باروخ

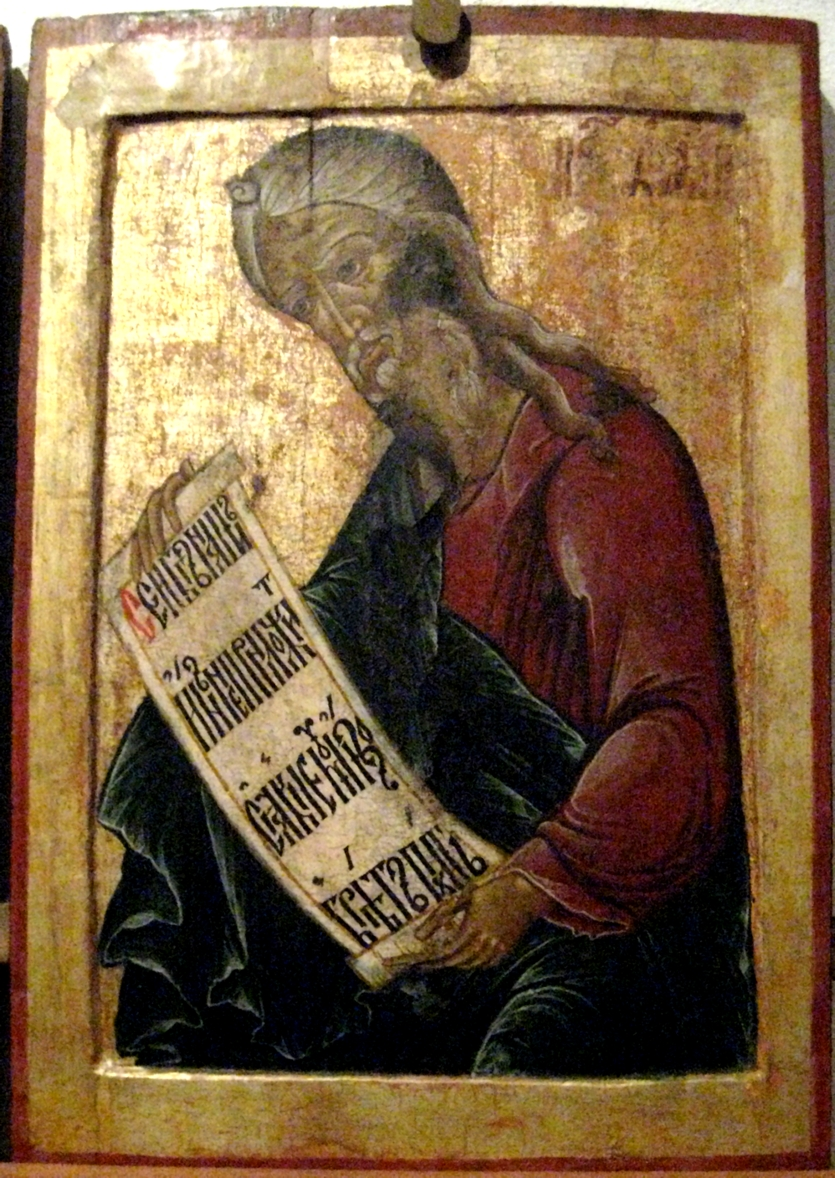

سفر باروخ هو سفر قانوني ثاني للكتاب المقدس في بعض الطوائف المسيحية. في اليهودية ومعظم أقسام المسيحية البروتستانتية، لا يعتبر جزءًا من الكتاب المقدس. سمي باسم باروخ بن نيريا، كاتب إرميا المعروف، والذي ورد ذكره في باروخ 1: 1، وتم افتراض أنه مؤلف العمل كله. وفقا للباحثين فالكتاب هو من إنتاج كاتب يهودي متأخر يكتب عن ظروف المنفيين اليهود في بابل، مع تأملات حول لاهوت وتاريخ إسرائيل، ومناقشات عن الحكمة، وخطاب مباشر لسكان القدس والشتات. يقترح بعض العلماء أنه كتب أثناء أو بعد فترة قصيرة من عهد المكابيين.
يشار إلى سفر باروخ في بعض الأحيان باسم باروخ 1.
على الرغم من أن المخطوطات الأولى المعروفة لسفر باروخ موجودة باليونانية، فقد تم اقتراح أن الملامح اللغوية للأجزاء الأولى من باروخ (1: 1-3: 8) تشير إلى ترجمة من لغة سامية.
رغم أنه غير موجود في الكتاب المقدس العبري، إلا أنه موجود في السبعونية، وفي الكتاب المقدس الأرثوذكسي الإريتري/الإثيوبي. استبعد جيروم كلاً من سفر باروخ ورسالة إرميا من الكتاب المقدس فولجاتا، ولكن تم تقديم كلا العملين في أناجيل فولجاتا اللاتينية من القرن التاسع فصاعدًا. يتم تجميعه في النسخة اللاتينية للإنجيل مع الكتب النبوية التي تشمل أيضا إشعيا، إرميا، مراثي إرميا، حزقيال، دانيال، والأنبياء الصغار. في النسخة اللاتينية للانجيل، وأبوكريفا نسخة الملك جيمس، والعديد من النسخ الأخرى، يتم إرفاق رسالة إرميا في نهاية سفر باروخ كالفصل السادس. في السبعونية والأناجيل الأرثوذكسية، الفصل 6 عادة ما يحسب كتاب منفصل ويدعى رسالة إرميا.
يتم تضمين السفر في النسخة القياسية المنقحة والإصدار القياسي الجديد المعدل، والكتاب المقدس الأمريكي الجديد (الطبعة المنقحة) وإنجيل الأخبار الجيدة.

## الأدلة المبكرة على الاستخدام
لا توجد إشارة إلى سفر باروخ في الأدب اليهودي الرباني. ولا يتم الاستشهاد بنصه. تم العثور على جزء من رسالة إرميا باللغة اليونانية بين مخطوطات البحر الميت، ولكن لم يتم العثور على أجزاء نظيرة من سفر باروخ. لا توجد إشارات أو اقتباسات من أو تلميحات إلى سفر باروخ في العهد الجديد؛ على الرغم من أن آدمز يقترح تشابهًا عامًا بين المواضيع في الأجزاء الأخيرة من الكتاب وبعض رسائل بولس، وخاصةً أهل غلاطية وكورنثوس الأولى. أول دليل على نص سفر باروخ جاء في الاقتباسات في أعمال آباء الكنيسة المسيحية المبكرين. أقدم اقتباس كان في Legatio pro Christianis: 9 لأثيناغوراس بتاريخ سنة 177. أول استخدام واسع لسفر باروخ في الأدب الآبائي هو في Adversus Haereses (سنة 180) لإيرينيئوس. الذي يعتمد بشكل كبير على باروخ 4:36 إلى 5:9. استشهد كل من أثناغوراس وإرينيئوس بهذه القراءات على أنها من سفر إرميا. إلا أنه منذ القرن الرابع وما بعده، أصبح الآباء اليونانيون يميلون على نحو متزايد للاستشهاد بالقراءات على أنها من «سفر باروخ»، على الرغم من أن الآباء اللاتينيين حافظوا باستمرار على الممارسة السابقة المتمثلة في الاستشهاد بهذه النصوص على أنها من إرميا؛ وعندما كانوا يشيرون إلى «سفر باروخ»، كان ذلك يعني إشارتهم إلى العمل الأبوكاليبتيك 2 باروخ.

## التأليف والتاريخ
يقدم باروخ 1: 1-14 سردًا لمناسبة يقرأ فيها باروخ بن نيريا كتاب «هذه الكلمات» للإسرائيليين في بابل، ثم يرسل هذا الكتاب (مع الأموال المجمعة) ليتم قراءته في القدس. عندما يُعتبر سفر باروخ عملاً متميزًا عن غيره من النصوص، يتم تعريفه عمومًا على أنه الكتاب الذي يقرأه باروخ؛ وبالتالي فإن باروخ نفسه أصبح تقليديا يعتبر مؤلف العمل برمته. ومع ذلك، فإن الشكل النحوي لباروخ الفصل 1 قد أشار بدلا من ذلك أن «هذه الكلمات» تعني نصا سابقا - والذي يمكن اعتباره مراثي إرميا أو سفر إرميا؛ في هذه الحالة، يمكن إجراء مقارنة مع نص مماثل يذكر قراءة باروخ نبوءات إرميا، وهو إرميا الفصل 36. هذه الاعتبارات تكمن وراء تقليد بديل به يتم نسب جميع الأعمال الأربعة (سفر إرميا، باروخ، مراثي إرميا، رسالة إرميا) إلى إرميا نفسه واعتباره المؤلف.
مع ذلك يجمع الباحثون النقديون على رفض كون باروخ أو إرميا مؤلفا لسفر باروخ، أو حتى في تأريخ العمل في فترة سياقه المزعوم؛ الأسر البابلي. وبدلا من ذلك رأوا أوجه تشابه موضوعية ولغوية واضحة مع أعمال لاحقة؛ سفر دانيال وسفر يشوع بن سيراخ. لاحظ العديد من العلماء أن استعادة العبادة في معبد القدس بعد ما فعله به أنطيوخوس الرابع يمكن أن توفر سياقًا تاريخيًا نظيرًا يمكن فيه اعتبار رواية باروخ قابلة للتطبيق؛ وبالتالي تم اقتراح تأريخ السفر في الفترة من 200 قبل الميلاد إلى 100 قبل الميلاد.